# C5AR1
C5AR1 (англ. Complement C5a receptor 1) – білок, який кодується однойменним геном, розташованим у людей на короткому плечі 19-ї хромосоми. Довжина поліпептидного ланцюга білка становить 350 амінокислот, а молекулярна маса — 39 336.
| 10         |  | 20         |  | 30         |  | 40         |  | 50         |
| ---------- |  | ---------- |  | ---------- |  | ---------- |  | ---------- |
| MDSFNYTTPD |  | YGHYDDKDTL |  | DLNTPVDKTS |  | NTLRVPDILA |  | LVIFAVVFLV |
| GVLGNALVVW |  | VTAFEAKRTI |  | NAIWFLNLAV |  | ADFLSCLALP |  | ILFTSIVQHH |
| HWPFGGAACS |  | ILPSLILLNM |  | YASILLLATI |  | SADRFLLVFK |  | PIWCQNFRGA |
| GLAWIACAVA |  | WGLALLLTIP |  | SFLYRVVREE |  | YFPPKVLCGV |  | DYSHDKRRER |
| AVAIVRLVLG |  | FLWPLLTLTI |  | CYTFILLRTW |  | SRRATRSTKT |  | LKVVVAVVAS |
| FFIFWLPYQV |  | TGIMMSFLEP |  | SSPTFLLLKK |  | LDSLCVSFAY |  | INCCINPIIY |
| VVAGQGFQGR |  | LRKSLPSLLR |  | NVLTEESVVR |  | ESKSFTRSTV |  | DTMAQKTQAV |
|            |  |            |  |            |  |            |  |            |

A: Аланін

C: Цистеїн

D: Аспарагінова кислота

E: Глутамінова кислота

F: Фенілаланін

G: Гліцин

H: Гістидин

I: Ізолейцин

K: Лізин

L: Лейцин

M: Метіонін

N: Аспарагін

P: Пролін

Q: Глутамін

R: Аргінін

S: Серин

T: Треонін

V: Валін

W: Триптофан

Кодований геном білок за функціями належить до рецепторів, g-білокспряжених рецепторів, білків внутрішньоклітинного сигналінгу, фосфопротеїнів. 
Задіяний у такому біологічному процесі, як хемотаксис. 
Локалізований у клітинній мембрані, мембрані, цитоплазматичних везикулах.